# Arheološki lokalitet Plat
Arheološki lokalitet Plat je nalazište na lokaciji Radoboj, zaštićeno kulturno dobro.

## Opis dobra
Arheološki lokalitet „Plat“ nalazi se na južnom prigorju masiva Strahinjščice, na toponimu Plat ili Nagora, u općini Radoboj. Smješten na 528, 44 m n/v, prirodno je zaštićen vrlo strmom sjevernom stranom dok se s južne strane protežu terasasto oblikovani položaji sa zaravnima u smjeru istok-zapad. Otkriven je prilikom rekognosciranja terena 2013. Arheološko sondiranje tijekom 2015., potvrdilo je postojanje kulturnog sloja. Prikupljeni artefakti pripadaju tipičnom prapovijesnom naseobinskom inventaru. Na osnovu tipološke i kronološke klasifikacije lokalitet se preliminarno može datirati u razdoblje od kasnog eneolitika do rane bronce.

## Zaštita
Pod oznakom P-5250 zavedena je kao zaštićeno kulturno dobro - pojedinačno, pravna statusa zaštićena kulturnog dobra, klasificirano kao "arheološka kulturna baština".